# Pyroscaphe

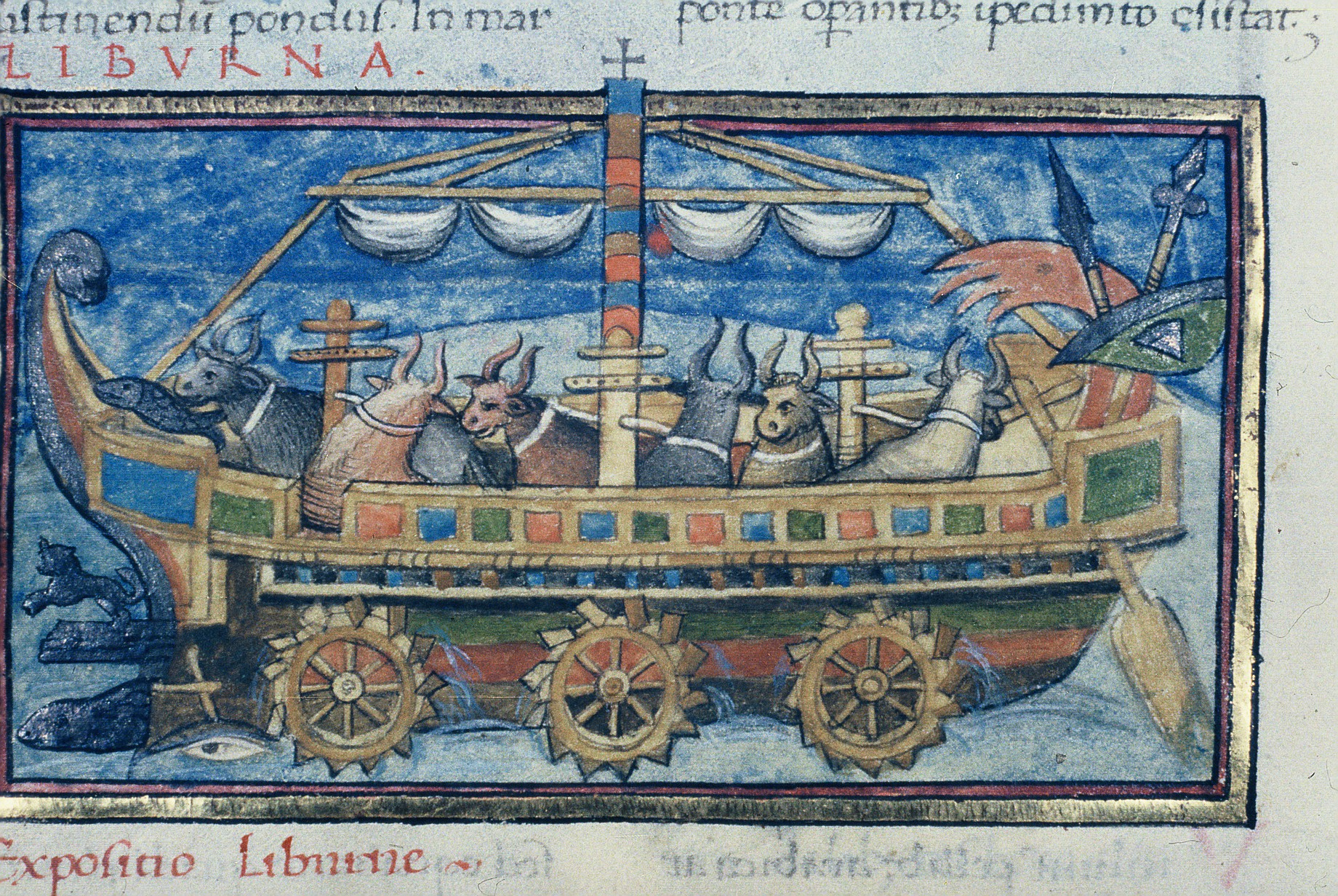
Rebus Bellicis

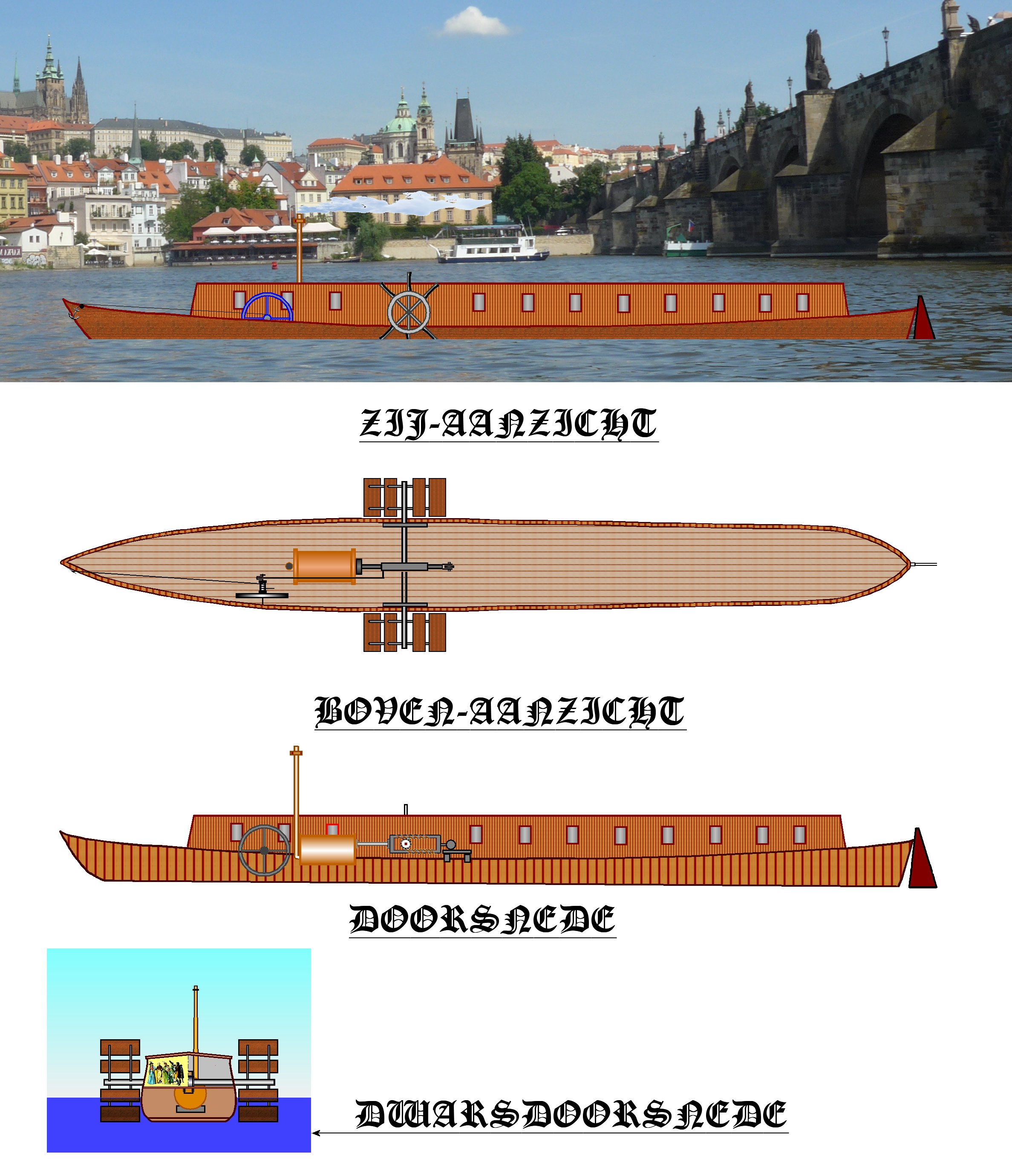
Pyroscaphe schets

De Pyroscaphe was het eerste door stoom aangedreven schip, een raderstoomboot aangedreven door een dubbelwerkende stoommachine die op 15 juli 1783 zijn eerste tocht maakte op de Saône in Lyon.

## Historie
Heron van Alexandrië (~10 - 70 n.Chr.) beschrijft in zijn boek "Pneumatica" zijn beroemdste uitvinding, de Aeolipile, de eerste door stoom aangedreven motor.
In de "Rebus Bellicis" (een Romeins oorlogsverdrag uit de 4e/5e eeuw) werden, met behulp van door ossen aangedreven, "waterwielen" genoemd om een boot voort te bewegen.
In 1544 stelde Blasco de Garay aan Karel V een schip te bouwen dat zonder zeilen en zonder roeiriemen zou varen aangedreven door een ketel gevuld met kokend water en wielen die aan de zijkant van het schip waren aangebracht.
Begin 17e eeuw bedacht de Italiaanse geleerde "Giovanni Battista della Porta" de Spiritali, de Franse wetenschapper Denis Papin bracht de theorie van della Porta in de praktijk met een bewegende zuiger. In 1707 bouwde hij een raderstoomboot, (niet geheel duidelijk of deze stoomvoortstuwing had) maar  bij een proefvaart op de Fulda en de Wezer werd het schip vernietigd in de strijd om de passagiersrechten met het Münchener schippersgilde.
In 1712 bouwde Thomas Newcomen (1663-1729) de eerste werkende (stationaire) balans-stoomachine (Stoommachine van Newcomen met een rendement van 1%. In 1769 verbeterde de Schot James Watt de stoommachine van Newcomen en behaalde uiteindelijk een rendement van 19%.
In hetzelfde jaar (1769) ontwikkelde en vervaardigde Nicolas-Joseph Cugnot (1725-1804), een Franse ingenieur en monteur, een tweecilinder hogedrukmachine met compleet nieuw transmissiesysteem: ‘het palrad’, dat de ‘heen en weer gaande lineaire beweging’ van de zuigers omzet in een ‘continue roterende beweging’ van het wiel.
De Franse uitvinder markies Claude de Jouffroy d'Abbans verbeterde de stoommachine door deze dubbelwerkend te maken voor zijn schip de Pyroscaphe. Op 15 juli 1783 voer de Pyroscaphe vanaf de kathedraal Saint-Jean op de Saône naar Île Barbe, tegen de stroom in, met een snelheid van 10,5 km/h.
Onderweg trad er een klein mankement op waardoor de vaart werd onderbroken, toen de markies aan wal stapte, werd hij uitbundig toegejuicht. Op 19 augustus volgde een tocht met de leden van de "Académie des Sciences, des Belles-Lettres et des Arts de Lyon ". Hij liet hen het succesvolle experiment bevestigen door een document te ondertekenen. Het schip voer daarna nog zestien maanden lang op de Saône.

## Beschrijving
Het schip werd gebouwd op een werf in Vaise van de smid Antoine Frèrejean (1736-1789). De Pyroscaphe was 140 voet (45,5 m) lang, 14 voet (4,55 m) breed met een waterverplaatsing van 146 ton, wegens gebrek aan financiën was het schip vervaardigd van vrij dun grenenhout. Het breedste punt lag op 3/5 van de lengte, op dat punt werd de as met de twee schepraderen met een diameter van 4,5 meter geplaatst, de bladen 1,80 m lang en staken tot een diepte van 2 meter in het water. De raderen draaiden met een snelheid van 24  à 25 toeren per minuut waardoor de boot een snelheid kreeg van ongeveer 9 voet per seconde (10,5 km/h bij een tegenstroom van ongeveer 1 km/h).
De stoommachine was vervaardigd uit brons, de dubbelwerkende cilinder was verbonden met een cilindrisch verdeelstuk, de draaiende cilinder voerde de stoomdruk afwisselend naar de voor- en achterzijde van de zuiger. Deze cilinder werd bediend door een stang die was bevestigd aan het tandheugelrek. De stoomdruk was ongeveer 0,8 bar overdruk, de zuigers bewogen zich met een snelheid van 1 m/s en leverden een stuwkracht van ~2500 kgf (25000 N). De diameter van de zuiger was 65 cm en de slag van de zuigers was 1,95 m, de stoommachine had een vermogen van 35 pk. Om instabiliteit van het relatief smalle schip met weinig diepgang te voorkomen was de overbrenging uitgevoerd als centraal in het schip geplaatste dubbel tandheugelrek met scharnierende pallen, gebaseerd op de uitvinding van Nicolas-Joseph Cugnot.
Deze vinding werd verder ontwikkeld, de overbrenging zorgde in samenwerking met de dubbelwerkende stoommachine voor een regelmatig constante aandrijving voor de schoepenraderen.
De ketel en de meeste overige onderdelen waren eveneens uit brons vervaardigd, de afmetingen van de ketel waren 3,25 m met een diameter van 1,65 m.

## Afbeeldingen

Animatie stoommachine Pyroscaphe, werking klep
Animatie tandheugel met pallen, Jouffroy
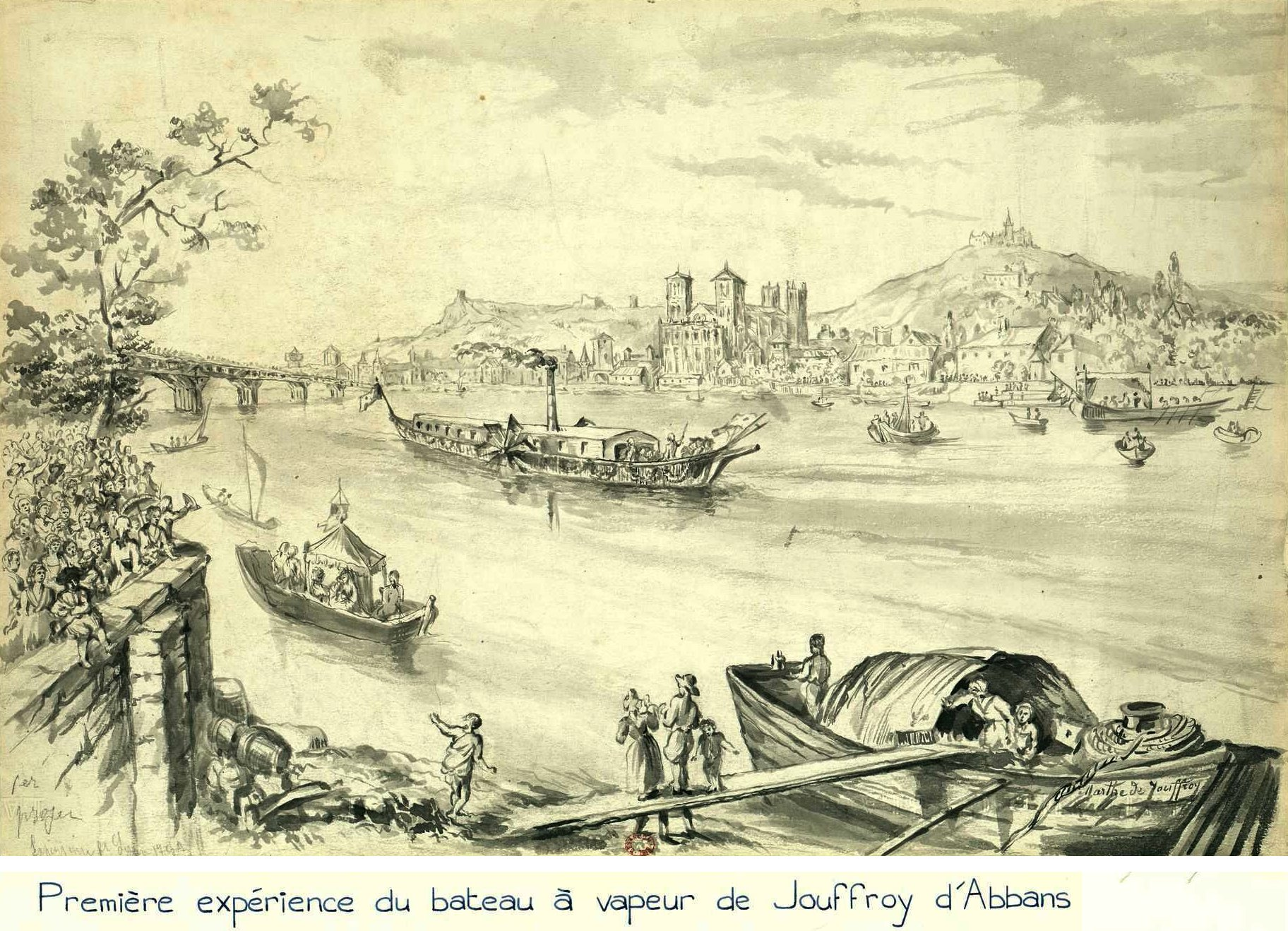
Stoomboot uitgevonden door markies Claude de Jouffroy
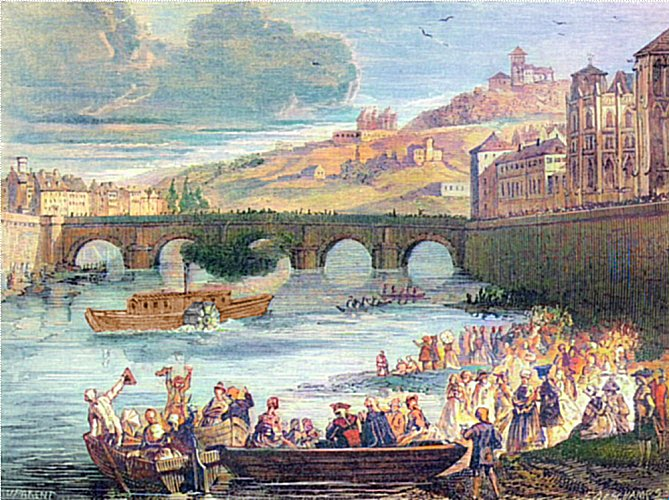
1783 eerste vaart Pyroscaphe

## Trivia

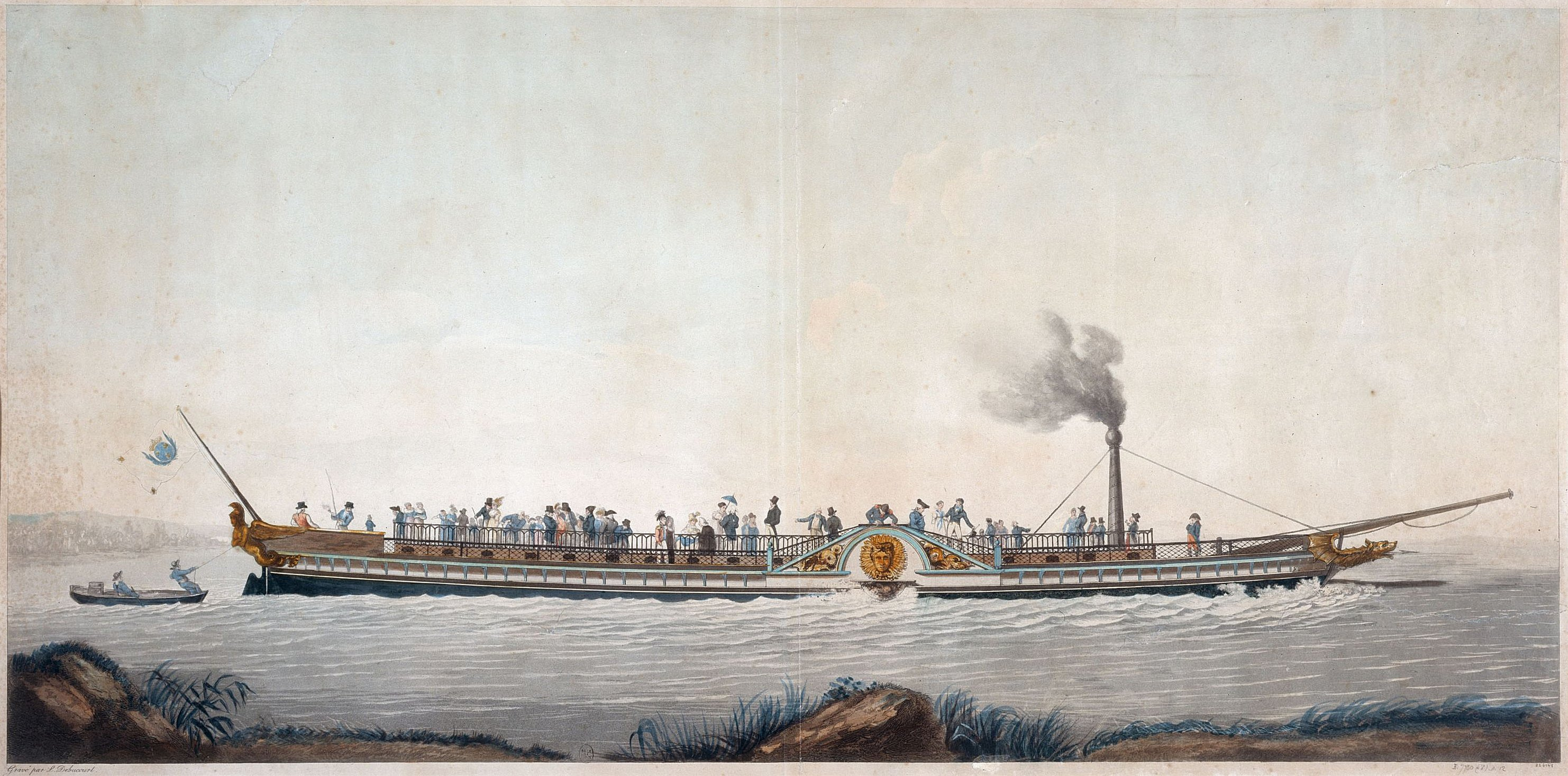
Charles Philippe 20 augustus 1826

- Op 20 augustus 1826 werd de "Charles Philippe" een stoomboot voor de passagiersdienst op de Seine in Parijs te water gelaten, ook dit schip was gebouwd door het bedrijf van de markies.